# René Faye

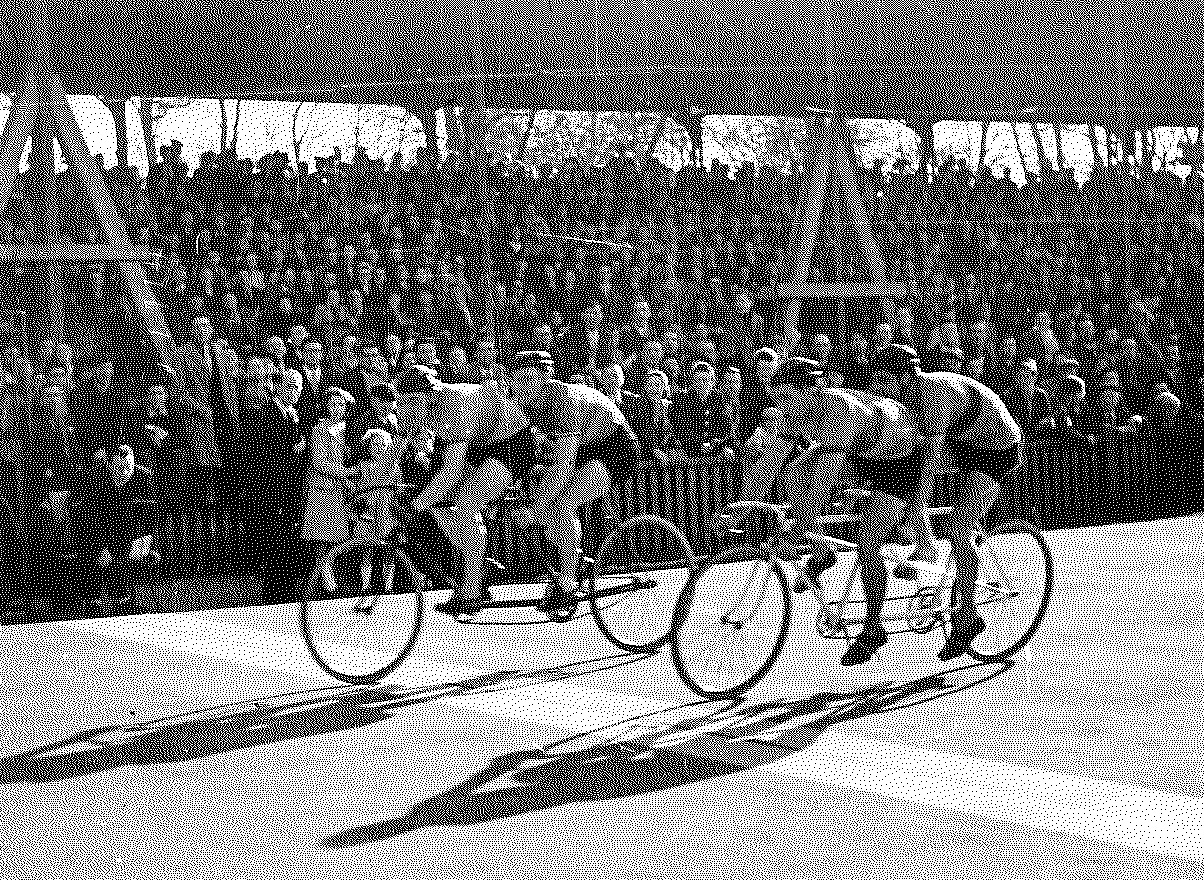
René Faye em tandem

René Faye (20 de dezembro de 1923 — 8 de janeiro de 1994) foi um ciclista de pista francês que representou França nos Jogos Olímpicos de Verão de 1948 em Londres, onde conquistou a medalha de bronze na prova tandem (2 km), ao lado de Gaston Dron.